# Europaspiele 2023/Kickboxen
Bei den Europaspielen 2023 wurden erstmals Wettkämpfe im Kickboxen ausgetragen. Insgesamt wurden in 16 Gewichtsklassen Medaillen vergeben.

## Bilanz

### Medaillenspiegel
| Platz  | Land          | Gold | Silber | Bronze | Gesamt |
| ------ | ------------- | ---- | ------ | ------ | ------ |
| 1      | Italien       | 6    | 2      | 2      | 10     |
| 2      | Deutschland   | 2    | 2      | 3      | 7      |
| 3      | Slowenien     | 1    | 3      | —      | 4      |
| 4      | Ungarn        | 1    | 2      | 5      | 8      |
| 5      | Irland        | 1    | 2      | 2      | 5      |
| 6      | Polen         | 1    | —      | 4      | 5      |
| 7      | Türkei        | 1    | —      | 3      | 4      |
| 8      | Georgien      | 1    | —      | 1      | 2      |
| 8      | Serbien       | 1    | —      | 1      | 2      |
| 10     | Aserbaidschan | 1    | —      | —      | 1      |
| 11     | Bulgarien     | —    | 1      | 2      | 3      |
| 11     | Norwegen      | —    | 1      | 2      | 3      |
| 13     | Griechenland  | —    | 1      | 1      | 2      |
| 13     | Spanien       | —    | 1      | 1      | 2      |
| 13     | Ukraine       | —    | 1      | 1      | 2      |
| 16     | Schweiz       | —    | —      | 2      | 2      |
| 17     | Finnland      | —    | —      | 1      | 1      |
| 17     | Kroatien      | —    | —      | 1      | 1      |
| Gesamt | Gesamt        | 16   | 16     | 32     | 64     |

### Medaillengewinner
Männer
| Disziplin                                      | Gold                      | Silber                     | Bronze                                              |
| ---------------------------------------------- | ------------------------- | -------------------------- | --------------------------------------------------- |
| Vollkontakt Halbweltergewicht (bis 63,5 kg)    | Farid Aghamoghlanov (AZE) | Damiano Tramontana (ITA)   | Oskar Sobański (POL) Milton Barrios Galarreta (NOR) |
| Vollkontakt Mittelgewicht (bis 75,0 kg)        | Luka Schonija (GEO)       | Tymur Brykow (UKR)         | Jakub Pokusa (POL) Aleksandar Konovalov (SRB)       |
| Vollkontakt Cruisergewicht (bis 86,0 kg)       | Mohammed Hamdi (ESP)      | Robert Krason (POL)        | Artem Melnyk (UKR) Surab Iwaniadse (GEO)            |
| Leichtkontakt Leichtgewicht (bis 63,0 kg)      | Ivan Penzo (ITA)          | Anis Triqui (GER)          | Gergő Száraz (HUN) Ruben Iglesias Fernández (ESP)   |
| Leichtkontakt Mittelgewicht (bis 79,0 kg)      | Al Amin Rmadan (GER)      | Lajos Fesu (HUN)           | Iwan Krastanow (BUL) Recep Men (TUR)                |
| Point Fighting (Leichtgewicht bis 63,0 kg)     | Gabriele Lanzilao (ITA)   | Georgios Tsampodimos (GRE) | Roland Viczian (GER) Richard Veres (HUN)            |
| Point Fighting (Halbmittelgewicht bis 74,0 kg) | Martin Bálint (HUN)       | Nathan Tait (IRL)          | Danylo Mancari (SUI) Edoardo Bagarello (ITA)        |
| Point Fighting (Halbschwergewicht bis 84,0 kg) | Sandro Peters (GER)       | Conor Johnson (IRL)        | Riccardo Albanese (ITA) Cevat Kır (TUR)             |

Frauen
| Disziplin                                  | Gold                      | Silber                  | Bronze                                                   |
| ------------------------------------------ | ------------------------- | ----------------------- | -------------------------------------------------------- |
| Vollkontakt Federgewicht (bis 52,0 kg)     | Emine Arslan (TUR)        | Nicole Perona (ITA)     | Aleksandra Dimitrowa (BUL) Charlotte Berg Andersen (NOR) |
| Vollkontakt Mittelgewicht (bis 60,0 kg)    | Amy Wall (IRL)            | Mariell Straume (NOR)   | Cintia Czégény (HUN) Kinga Szlachcic (POL)               |
| Vollkontakt Schwergewicht (bis 70,0 kg)    | Aleksandra Krstić (SRB)   | Aline Sodjinou (GER)    | Karolina Juja (POL) Antonija Zec (CRO)                   |
| Leichtkontakt Federgewicht (bis 50,0 kg)   | Tyra Barada (SLO)         | Kristina Nikolowa (BUL) | Michelle Mesmer (GER) Zarmakoupi Paraskevi-Semeli (GRE)  |
| Leichtkontakt Mittelgewicht (bis 60,0 kg)  | Luna Mendy (ITA)          | Urska Gazvoda (SLO)     | Mira Sjövall (FIN) Nicole Bannon (IRL)                   |
| Point Fighting Federgewicht (bis 50,0 kg)  | Federica Trovalusci (ITA) | Tyra Barada (SLO)       | Szonja Török (HUN) Maeline Nadine Lachaud (SUI)          |
| Point Fighting Mittelgewicht (bis 60,0 kg) | Francesca Ceci (ITA)      | Andrea Busa (HUN)       | Kiara Mager (GER) Funda Güleç (TUR)                      |
| Point Fighting Schwergewicht (bis 70,0 kg) | Domenica Angelino (ITA)   | Tina Baloh (SLO)        | Anna Kondár (HUN) Jodie Browne (IRL)                     |